# サギノー郡区 (ミシガン州サギノー郡)
サギノー郡区（英: Saginaw Charter Township）は、アメリカ合衆国ミシガン州ロウアー半島の「親指」の付け根にあるサギノー郡の郡区である。ある程度の自治権を付与されたチャーター郡区の形態を採っている。2010年国勢調査での郡区人口は40,840 人だった。サギノー市が郡区の南東に隣接してあるが、管理上は自立している。
統計上の目的で国勢調査指定地域（CDP）が郡区の中に定義されており、それがサギノー郡区北とサギノー郡区南である。サギノー郡区の統計データはこれら2つのCDPの数値の和となる。

## 地理
アメリカ合衆国国勢調査局に拠れば、郡区の全面積は24.8平方マイル (64 km2)であり、このうち陸地24.6平方マイル (64 km2)、水域は0.1平方マイル (0.26 km2)で水域率は0.56%である。

## 人口動態
以下は2000年の国勢調査による人口統計データである。
| 基礎データ - 人口: 39,657 人 - 世帯数: 17,096 世帯 - 家族数: 10,685 家族 - 人口密度: 621.2人/km2（1,608.9 人/mi2） - 住居数: 17,859 軒 - 住居密度: 279.7軒/km2（724.5 軒/mi2） 人種別人口構成 - 白人: 88.77% - アフリカン・アメリカン: 5.28% - ネイティブ・アメリカン: 0.27% - アジア人: 2.68% - 太平洋諸島系: 0.01% - その他の人種: 1.47% - 混血: 1.52% - ヒスパニック・ラテン系: 4.17% | 年齢別人口構成 - 18歳未満: 21.1% - 18-24歳: 9.2% - 25-44歳: 24.7% - 45-64歳: 25.7% - 65歳以上: 19.2% - 年齢の中央値: 42歳 - 性比（女性100人あたり男性の人口） - 総人口: 88.2 - 18歳以上: 83.4 世帯と家族（対世帯数） - 18歳未満の子供がいる: 25.8% - 結婚・同居している夫婦: 51.3% - 未婚・離婚・死別女性が世帯主: 8.8% - 非家族世帯: 37.5% - 単身世帯: 31.9% - 65歳以上の老人1人暮らし: 15.0% - 平均構成人数 - 世帯: 2.27人 - 家族: 2.88人 | 収入と家計 - 収入の中央値 - 世帯: 45,147米ドル - 家族: 60,625米ドル - 性別 - 男性: 49,084米ドル - 女性: 30,620米ドル - 人口1人あたり収入: 25,759米ドル - 貧困線以下 - 対人口: 6.6% - 対家族数: 4.4% - 18歳未満: 7.0% - 65歳以上: 8.0% |

## 歴史
サギノー郡区は、それを包含するサギノー郡よりも歴史が古い。1831年、ミシガン準州の1830年法に従って、オークランド郡の一部としてサギノー郡区が組織され、その時は現在のサギノー郡の全て、ベイ郡、ジェネシー郡、ミッドランド郡のそれぞれ一部まで含んでいた。これらの郡の領域が定められ、サギノー郡の中で新しい郡区が設定されると、サギノー郡区は今の広さ近くにまで減った。1857年、サギノー川の西岸にサギノー市が法人化され、その領域も減らされた。

## 教育

### 公共教育学区
- サギノー郡区コミュニティ教育学区

### 公立高校
- ヘリテージ高校

### 私立高校
- ヌーベル・カトリック中央高校
- バレー・ルーテラン高校
- グレイス・クリスチャン学校